# Cantando por un sueño (El Salvador)
Cantando por un Sueño El Salvador es un programa de televisión producido por TCS. Inició el 14 de septiembre de 2008 y es transmitido por Canal 4 de Telecorporación Salvadoreña.

## Mecánica
Cantando por un Sueño El Salvador, primera Temporada contó con 12 equipos conformados por un famoso, un soñador y un maestro de canto.
Las parejas fueron evaluadas luego de su participación por un jurado conformado por cuatro expertos en el canto.
Después de la presentación de cada tema, los miembros del jurado expusieron una crítica sobre la presentación considerando criterios como:
- Cuadratura: respetar los compases, las frases de cada pieza musical, cantar a tiempo.

- Estilo: la originalidad de su presentación, el desplazamiento escénico de la pareja, etc.

- Montaje: el juego de voces de soñador a famoso, las armonías, etc.

- Interpretación: el sentimiento plasmado en cada tema en contienda.

- Entonación: respetar la línea melódica de cada tema.

Enseguida otorgaron una puntuación en la escala del 1 al 10 a cada participante, así como una argumentación en la cual señalen el por qué de la calificación otorgada. Cada semana un jurado diferente, tuvo la responsabilidad de dar el voto secreto. Esta calificación solamente la pudo conocer una parte del público asistente al foro y al final de la gala se sumó al puntaje global de cada equipo.
Las parejas que acumularon los dos menores puntajes quedaron sentenciados y fue el público a través de mensajes SMS quien decidió el equipo que ganó la competencia.

## Cantando por un Sueño El Salvador 1º Temporada
La primera temporada se estrenó el 14 de septiembre de 2008. En esta temporada hubo 12 parejas, se realizaron 13 galas y se presentaron 10 sentencias. La Gala Final se llevó a cabo el domingo 7 de diciembre de 2008.

### Parejas
| Famoso                 | Ocupación                     | Nacionalidad           | Soñador           | Sentencias | Estatus               |
| ---------------------- | ----------------------------- | ---------------------- | ----------------- | ---------- | --------------------- |
| Daniela Hernández      | Presentadora de TV y Cantante | Bandera de El Salvador | Jonathan Rivera   | 0          | GANADOR               |
| Víctor Emmanuelle      | Cantante Ranchero             | Bandera de El Salvador | Karla Cubias      | 2          | Segundo Lugar         |
| Lorena Carcamo         | Cantante                      | Bandera de El Salvador | José Andaluz      | 3          | 10.ª pareja eliminada |
| Charlie Alfaro         | Cantante                      | Bandera de El Salvador | Katy Paniagua     | 1          | 9.ª pareja eliminada  |
| Marielos Aquino        | Locutora y Cantante           | Bandera de El Salvador | Bryan landaverde  | 2          | 8.ª pareja eliminada  |
| Henrry Mejía           | Cantante                      | Bandera de El Salvador | Luz María Andrade | 1          | 7.ª pareja eliminada  |
| Rafael García          | Cantante                      | Bandera de El Salvador | Johanna Alfaro    | 3          | 6.ª pareja eliminada  |
| Gerardo Munguía        | Cantante                      | Bandera de El Salvador | Rebeca Zelaya     | 3          | 5.ª pareja eliminada  |
| María Fernanda Badillo | Presentadora TV               | Bandera de Venezuela   | Douglas Canizalez | 1          | 4.ª pareja eliminada  |
| Tedy Baut              | Cantante                      | Bandera de El Salvador | Gilberto Barraza  | 1          | 3.ª pareja eliminada  |
| Regina Cañas           | Actriz y Comediante           | Bandera de El Salvador | Roberto Guillen   | 2          | 2.ª pareja eliminada  |
| Luciano Morán          | Cantante                      | Bandera de El Salvador | Alejandra Alas    | 1          | 1.ª pareja eliminada  |

### Conductores
- Luciana Sandoval (Conductora Principal)
- Charlie Renderos (Co-Presentador)

### Jurado
El jurado en la primera temporada estuvo integrado por:
| Marinella Arrué        | Cantante (dos veces ganadora del OTI).   | Bandera de El Salvador                             |                       |                        |
| George Crooner         | Cantante y Productor                     | Bandera de Estados Unidos · Bandera de El Salvador |                       |                        |
| Alexia Funes de Moreno | Directora de Academia de Artes Escénicas | Edgar Fernández                                    | Cantante y Compositor | Bandera de El Salvador |

### Géneros
- Gala 0, 14 de septiembre de 2008: Presentación
- 1º Gala, 21 de septiembre de 2008: Merengue y Pop.
- 2º Gala, 28 de septiembre de 2008: Cumbia y Rock Latino.
- 3º Gala, 5 de octubre de 2008: Clásicos en español y Reggaeton.
- 4º Gala, 12 de octubre de 2008: Bolero y Éxitos de Alux Nahual
- 5º Gala, 19 de octubre de 2008: Salsa y Pop Rock
- 6º Gala, 26 de octubre de 2008: Bachata y Éxitos de Timbiriche
- 7º Gala, 2 de noviembre de 2008: Ranchera y Balada
- 8º Gala, 9 de noviembre de 2008: Divos y Divas*
- 9º Gala, 16 de noviembre de 2008: Regional Mexicana, Música Tropical y Éxitos del Pop Rock Salvadoreño
- 10º Gala, 23 de noviembre de 2008: Rock & Roll, Éxitos de Telenovelas y Éxitos de los 80's
- 11º Gala, 30 de noviembre de 2008 SEMI-FINAL: Electro Pop,  Éxitos de Disney y Época de Oro.
- 12º Gala, 7 de diciembre de 2008 FINAL: Éxitos de Álvaro Torres, Grandes Boleros y Género Libre**.

*Éxitos de artistas internacionales en la música en español, masculinos y femeninos.

**Cada pareja eligió un género para interpretar en la final.

### Sentencias y Eliminaciones
- Gala/Estreno, 14 de septiembre de 2008: Presentación
- Primera Gala, 21 de septiembre de 2008: Sentenciados: Luciano Morán y Alejandra Alas; Regina Cañas y Roberto Guillén.
- Segunda Gala, 28 de septiembre de 2008: Eliminados: Luciano Morán y Alejandra Alas. Sentenciados: Gerardo Munguía y Rebeca Zelaya; Regina Cañas y Roberto Guillén.
- Tercera Gala, 5 de octubre de 2008: Eliminados: Regina Cañas y Roberto Guillén. Sentenciados: Gerardo Munguía y Rebeca Zelaya; Tedy Baut y Gilberto Barraza.
- Cuarta Gala, 12 de octubre de 2008: Eliminados: Tedy Baut y Gilberto Barraza. Sentenciados: María Fernanda Badillo y Douglas Canizales; Rafael García y Johanna Alfaro.
- Quinta Gala, 19 de octubre de 2008: Eliminados: María Fernanda Badillo y Douglas Canizales. Sentenciados: Gerardo Munguía y Rebeca Zelaya; Rafael García y Johanna Alfaro.
- Sexta Gala, 19 de octubre de 2008: Eliminados: Gerardo Munguía y Rebeca Zelaya. Sentenciados: Lorena Cárcamo y José Andaluz; Rafael García y Johanna Alfaro.
- Séptima Gala, 2 de noviembre de 2008: Eliminados: Rafael García y Johanna Alfaro. Sentenciados: Marielos Aquino y Bryan Landaverde; Henrry Mejía y Luz María Andrade.
- Octava Gala, 9 de noviembre de 2008: Eliminados: Henrry Mejía y Luz María Andrade. Sentenciados: Marielos Aquino y Bryan Landaverde; Lorana Cárcamo y José Andaluz.
- Novena Gala, 16 de noviembre de 2008: Eliminados: Marielos Aquino y Bryan Landaverde. En esta gala por decisión de la producción no hubo sentenciados.
- Décima Gala, 23 de noviembre de 2008: Eliminados: En esta gala no hubo eliminado pues no se presentó sentincia. Sentenciados: Charlie Alfaro y Kathy Paniagua; Víctor Emmanuelle y Karla Cubías.
- Décima primera Gala, 30 de noviembre de 2008 SEMI-FINAL: Eliminados: Charlie Alfaro y Kathy Paniagua. Sentenciados: Víctor Emmanuelle y Karla Cubías; Lorana Cárcamo y José Andaluz.
- Décima segunda Gala, 7 de diciembre de 2008 FINAL: Eliminados: Lorana Cárcamo y José Andaluz. Segundo Lugar: Víctor Emmanuelle y Karla Cubías. GANADORES: Daniela Hernández y Jonathan Rivera.

### Calificaciones
| Daniela Hernández / Jonathan Rivera | 80 | 57         | 68         | 69         | 61         | 77         | 89         | 84         | 130        | 127        | 135        | 142        |            |            |            |            |            |            |            |            |            |            |            |            |            |            |            |            |            |            |            |            |            |            |            |            |            |            |            |            |            |            |            |            |            |            |            |            |
| Víctor Emmanuelle / Karla Cubías    | 69 | 57         | 58         | 56         | 64         | 70         | 81         | 85         | 126        | 113        | 128        | 140        |            |            |            |            |            |            |            |            |            |            |            |            |            |            |            |            |            |            |            |            |            |            |            |            |            |            |            |            |            |            |            |            |            |            |            |            |
| Lorena Cárcamo / José Andaluz       | 67 | 51         | 54         | 63         | 59         | 64         | 77         | 74         | 122        | 119        | 120        | Eliminados |            |            |            |            |            |            |            |            |            |            |            |            |            |            |            |            |            |            |            |            |            |            |            |            |            |            |            |            |            |            |            |            |            |            |            |            |
| Charlie Alfaro / Katy Paniagua      | 77 | 61         | 62         | 58         | 58         | 72         | 76         | 75         | 125        | 103        | Eliminados | Eliminados | Eliminados | Eliminados | Eliminados | Eliminados | Eliminados | Eliminados | Eliminados | Eliminados | Eliminados | Eliminados | Eliminados | Eliminados | Eliminados | Eliminados | Eliminados | Eliminados | Eliminados | Eliminados | Eliminados | Eliminados | Eliminados | Eliminados | Eliminados | Eliminados | Eliminados | Eliminados | Eliminados | Eliminados | Eliminados | Eliminados | Eliminados | Eliminados | Eliminados |            |            |            |
| Marielos Aquino / Bryan landaverde  | 60 | 55         | 59         | 55         | 56         | 69         | 74         | 75         | Eliminados | Eliminados | Eliminados | Eliminados | Eliminados | Eliminados | Eliminados | Eliminados | Eliminados | Eliminados | Eliminados | Eliminados | Eliminados | Eliminados | Eliminados | Eliminados | Eliminados | Eliminados | Eliminados | Eliminados | Eliminados | Eliminados | Eliminados | Eliminados | Eliminados | Eliminados | Eliminados | Eliminados | Eliminados | Eliminados | Eliminados | Eliminados | Eliminados | Eliminados | Eliminados | Eliminados | Eliminados | Eliminados | Eliminados | Eliminados |
| Henrry Mejía / Luz María Andrade    | 74 | 52         | 58         | 55         | 54         | 65         | 72         | Eliminados | Eliminados | Eliminados | Eliminados | Eliminados | Eliminados | Eliminados | Eliminados | Eliminados | Eliminados | Eliminados | Eliminados | Eliminados | Eliminados | Eliminados | Eliminados | Eliminados | Eliminados | Eliminados | Eliminados | Eliminados | Eliminados | Eliminados | Eliminados | Eliminados | Eliminados | Eliminados | Eliminados | Eliminados | Eliminados | Eliminados |            |            |            |            |            |            |            |            |            |            |
| Rafael García / Johanna Alfaro      | 65 | 54         | 59         | 50         | 51         | 60         | Eliminados | Eliminados | Eliminados | Eliminados | Eliminados | Eliminados | Eliminados | Eliminados | Eliminados | Eliminados | Eliminados | Eliminados | Eliminados | Eliminados | Eliminados | Eliminados | Eliminados | Eliminados | Eliminados | Eliminados | Eliminados | Eliminados | Eliminados | Eliminados | Eliminados | Eliminados | Eliminados | Eliminados | Eliminados | Eliminados | Eliminados | Eliminados | Eliminados | Eliminados | Eliminados | Eliminados | Eliminados | Eliminados | Eliminados | Eliminados |            |            |
| Gerardo Munguía / Rebeca Zelaya     | 55 | 44         | 53         | 54         | 63         | Eliminados | Eliminados | Eliminados | Eliminados | Eliminados | Eliminados | Eliminados | Eliminados | Eliminados | Eliminados | Eliminados | Eliminados | Eliminados | Eliminados | Eliminados | Eliminados | Eliminados | Eliminados | Eliminados | Eliminados | Eliminados | Eliminados | Eliminados | Eliminados | Eliminados | Eliminados | Eliminados | Eliminados | Eliminados | Eliminados | Eliminados | Eliminados | Eliminados | Eliminados | Eliminados | Eliminados | Eliminados | Eliminados | Eliminados | Eliminados |            |            |            |
| MaFer Badillo / Douglas Canizalez   | 59 | 51         | 57         | 51         | Eliminados | Eliminados | Eliminados | Eliminados | Eliminados | Eliminados | Eliminados | Eliminados | Eliminados | Eliminados | Eliminados | Eliminados | Eliminados | Eliminados | Eliminados | Eliminados | Eliminados | Eliminados | Eliminados | Eliminados | Eliminados | Eliminados | Eliminados | Eliminados | Eliminados | Eliminados | Eliminados | Eliminados | Eliminados | Eliminados | Eliminados | Eliminados | Eliminados | Eliminados | Eliminados | Eliminados | Eliminados | Eliminados | Eliminados | Eliminados |            |            |            |            |
| Tedy Baut / Gilberto Barraza        | 66 | 53         | 53         | Eliminados | Eliminados | Eliminados | Eliminados | Eliminados | Eliminados | Eliminados | Eliminados | Eliminados | Eliminados | Eliminados | Eliminados | Eliminados | Eliminados | Eliminados | Eliminados | Eliminados | Eliminados | Eliminados | Eliminados | Eliminados | Eliminados | Eliminados | Eliminados | Eliminados | Eliminados | Eliminados | Eliminados | Eliminados | Eliminados | Eliminados | Eliminados | Eliminados | Eliminados | Eliminados | Eliminados | Eliminados | Eliminados | Eliminados | Eliminados |            |            |            |            |            |
| Regina Cañas / Roberto Guillen      | 50 | 59         | Eliminados | Eliminados | Eliminados | Eliminados | Eliminados | Eliminados | Eliminados | Eliminados | Eliminados | Eliminados | Eliminados | Eliminados | Eliminados | Eliminados | Eliminados | Eliminados | Eliminados | Eliminados | Eliminados | Eliminados | Eliminados | Eliminados | Eliminados | Eliminados | Eliminados | Eliminados | Eliminados | Eliminados | Eliminados | Eliminados | Eliminados | Eliminados | Eliminados | Eliminados | Eliminados | Eliminados | Eliminados | Eliminados | Eliminados | Eliminados |            |            |            |            |            |            |
| Luciano Morán / Alejandra Alas      | 55 | Eliminados | Eliminados | Eliminados | Eliminados | Eliminados | Eliminados | Eliminados | Eliminados | Eliminados | Eliminados | Eliminados | Eliminados | Eliminados | Eliminados | Eliminados | Eliminados | Eliminados | Eliminados | Eliminados | Eliminados | Eliminados | Eliminados | Eliminados | Eliminados | Eliminados | Eliminados | Eliminados | Eliminados | Eliminados | Eliminados | Eliminados | Eliminados | Eliminados | Eliminados | Eliminados | Eliminados | Eliminados | Eliminados | Eliminados | Eliminados |            |            |            |            |            |            |            |

     Ganadores.

     Segundo Lugar.

     Puntaje más alto.

     Sentenciado/a, enviado/a al voto telefónico y salvado/a.

    
Sentenciado/a, enviado/a al voto telefónico y eliminado/a.

     Inmunidad total, en esta gala no se presentó expulsado y se extendieron las sentencias a la próxima gala.

*La primera cero sirvió de exhibición, se presentó cada pareja, no hubo calificaciones ni se presentó sentencia.

### Retos
| Gala                               | Participante 1 | Profesión | Participante 2 | Profesión | Ganador      |
| ---------------------------------- | -------------- | --------- | -------------- | --------- | ------------ |
| 4º Gala (12 de octubre de 2008)    | George Crooner | Jurado    | Jimmy Sacks    | Cantante  | Jimmy Sacks  |
| 7º Gala (2 de noviembre de 2008)   | Marito Rivera  | Cantante  | Josse Lora     | Cantante  | Josse Lora   |
| 10º Gala (23 de noviembre de 2008) | Radio VOX FM   | Radio     | Exa FM         | Radio     | Radio VOX FM |

### Mejor Interpretación
El premio a la mejor interpretación, se otorga al equipo que ejecuta la mejor canción de la noche, y es evaluada y certificada por Carlos López, uno de los principales productores musicales de El Salvador. Los ganadores de este galardón reciben $500, y se entregan gala a gala:
- Primera Gala (21 de septiembre de 2008): Daniela y Jonathan
- Segunda Gala (28 de septiembre de 2008): Víctor y Karla
- Tercera Gala (5 de octubre de 2008): Rafael y Johanna
- Cuarta Gala (12 de octubre de 2008): Lorena y José
- Quinta Gala (19 de octubre de 2008): Daniela y Jonathan
- Sexta Gala (19 de octubre de 2008): Charlie y Kathy
- Séptima Gala (2 de noviembre de 2008): Daniela y Jonathan
- Octava Gala (9 de noviembre de 2008): Víctor y Karla
- Novena Gala (16 de noviembre de 2008): Lorena y José
- Décima Gala (23 de noviembre de 2008): Lorena y José
- Décimo primera Gala (30 de noviembre de 2008) SEMI-FINAL: Daniela y Jonathan
- Décimo segunda Gala (30 de noviembre de 2008) FINAL: Daniela y Jonathan

## Cantando por un Sueño El Salvador 2º Temporada
La segunda temporada del reality show musical se estrenó el domingo 7 de marzo de 2010. En esta temporada estuvieron en competencia 12 parejas, se realizaron 12 galas y se presentaron 9 sentencias. La final de Cantando por un sueño 2° temporada, se llevó a cabo el domingo 23 de mayo de 2010 resultando ganadores, Kennya Padrón y Dennis Soriano.

### Parejas
| Famoso            | Nacionalidad                                       | Soñador             | Sentencias | Estatus               |
| ----------------- | -------------------------------------------------- | ------------------- | ---------- | --------------------- |
| Kennya Padrón     | Bandera de Estados Unidos · Bandera de El Salvador | Dennis Soriano      | 2          | GANADOR               |
| José Canjura      | Bandera de El Salvador                             | Melissa Jaime       | 0          | Segundo Lugar         |
| Michelle Umaña    | Bandera de El Salvador                             | Mauricio Anaya      | 1          | 10.ª pareja eliminada |
| Yolanda de León   | Bandera de El Salvador                             | Fernando Manzanares | 1          | 9.ª pareja eliminada  |
| Jhosse Lora Jr.   | Bandera de El Salvador                             | Gabriela Cárdenas   | 4          | 8.ª pareja eliminada  |
| Ely López         | Bandera de El Salvador                             | Moisés González     | 2          | 7.ª pareja eliminada  |
| Isis Gallardo     | Bandera de El Salvador                             | Néstor Monrroy      | 5          | 6.ª pareja eliminada  |
| Will Solórzano    | Bandera de El Salvador                             | Karla Hernández     | 1          | 5.ª pareja eliminada  |
| Juan José Ramírez | Bandera de El Salvador                             | Adriana de Milla    | 1          | 4.ª pareja eliminada  |
| Elías Carías      | Bandera de El Salvador                             | Claudia Campos      | 1          | 3.ª pareja eliminada  |
| Claudia Carrillo  | Bandera de El Salvador                             | Willmedy Bran       | 1          | 2.ª pareja eliminada  |
| Gustavo Lechuga   | Bandera de El Salvador                             | Nadia Archila       | 1          | 1.ª pareja eliminada  |

### Conductores
- Luciana Sandoval (Conductora Principal)
- Edgar Fernández (Co-Presentador)

### Jurado
El jurado en la primera temporada está integrado por:
| Nombre           | Profesión                    | Nacionalidad           |
| ---------------- | ---------------------------- | ---------------------- |
| Claudia Acosta   | Actriz y Cantante.           | Bandera de El Salvador |
| Edgar Fernández  | Cantante y Productor Musical | Bandera de El Salvador |
| Rosangela Abreu  | Cantante LAI                 | Bandera de Puerto Rico |
| Arquímedes Reyes | Cantante LAI                 | Bandera de El Salvador |

### Géneros
- 1° Gala, 7 de marzo de 2010: Pop latino y Éxitos de los 90's
- 2° Gala, 14 de marzo de 2010: Cumbia y Reggaeton
- 3° Gala, 21 de marzo de 2010: Salsa y Pop
- 4° Gala, 28 de marzo de 2010: Merengue y Clásicos Reversionados
- 5° Gala, 4 de abril de 2010: Bolero y Rock Latino
- 6° Gala, 11 de abril de 2010: Regional Mexicano y Homenaje a Timbiriche
- 7° Gala, 18 de abril de 2010: Vallenato y Homenaje a Menudo
- 8° Gala, 25 de abril de 2010: Rancheras y Homenaje a Sandro
- 9° Gala, 2 de mayo de 2010: Unplugged, Elektro pop y Buenas Épocas
- 10° Gala, 9 de mayo de 2010: Bachata, A Go-go y Grandes Baladas
- 11° Gala, 16 de mayo de 2010 SEMI-FINAL: Rock & roll, Temas de telenovela y Clásicos del Pop rock Nacional.
- 12° Gala, 23 de mayo de 2010 FINAL: Tema libre, Tema de la temporada* y Éxitos del momento.

*Cada pareja cantó, su mejor interpretación de toda la temporada.

### Sentencias y Eliminaciones
- Primera Gala, 7 de marzo de 2010: Sentenciados: Isis Gallardo y Néstor Monrroy; Gustavo Lechuga y Nadia Archila.
- 2° Gala, 14 de marzo de 2010: Eliminados: Gustavo Lechuga y Nadia Archila. Sentenciados: Claudia Carrillo y Wilmedy Brann; Isis Gallardo y Néstor Monrroy.
- 3° Gala, 21 de marzo de 2010:  Eliminados: Claudia Carrillo y Wilmedy Brann. Sentenciados: Elías Carías y Claudia Campos; Isis Gallardo y Néstor Monrroy.
- 4° Gala, 28 de marzo de 2010: Eliminados: Elías Carías y Claudia Campos. Sentenciados: Ely López y Moisés Gonzáles; Juan José Ramírez y Adriana de Milla; Jhosse Lora Jr. y Gabriela Cárdenas.
- 5° Gala, 4 de abril de 2010: Eliminados: Juan José Ramírez y Adriana de Milla. Sentenciados: Will Solórzano y Karla Hernández;  Isis Gallardo y Néstor Monrroy.
- 6° Gala, 11 de abril de 2010: Eliminados: Will Solórzano y Karla Hernández. Sentenciados: Jhosse Lora Jr. y Gabriela Cárdenas; Isis Gallardo y Néstor Monrroy.
- 7° Gala, 18 de abril de 2010: Eliminados: Isis Gallardo y Néstor Monrroy. Sentenciados: Jhosse Lora Jr. y Gabriela Cárdenas; Ely López y Moisés Gonzáles.
- 8° Gala, 25 de abril de 2010: Eliminados: Ely López y Moisés Gonzáles. Sentenciados: Jhosse Lora Jr. y Gabriela Cárdenas; Kennya Padrón y Dennis Soriano.
- 9° Gala, 2 de mayo de 2010: Eliminados: Jhosse Lora Jr. y Gabriela Cárdenas. Sentenciados: Kennya Padrón y Dennis Soriano; Michelle Umaña y Mauricio Anaya; Yolanda de León y Fernando Manzanares.
- 10° Gala, 9 de mayo de 2010: Eliminados: Yolanda de León y Fernando Manzanares. Aspirantes a la final: Kennya Padrón y Dennis Soriano; Michelle Umaña y Mauricio Anaya; José Canjura y Melissa Jaime.
- 11° Gala, 16 de mayo de 2010 SEMI-FINAL:  Eliminados: Michelle Umaña y Mauricio Anaya. Finalistas: Kennya Padrón y Dennis Soriano; José Canjura y Melissa Jaime.
- 12° Gala, 23 de mayo de 2010 FINAL: Ganadores: Kennya Padrón y Dennis Soriano. Segundo Lugar: José Canjura y Melissa Jaime.

### Mejor Interpretación
El premio a la mejor interpretación, se otorga al equipo que ejecuta la mejor canción de la noche, y es evaluada y certificada por Carlos López, uno de los principales productores musicales de El Salvador. Los ganadores de este galardón reciben $500, y se entregan gala a gala:
- Primera Gala (7 de marzo de 2010): José Canjura y Melissa Jaime en su tropical latino "Muévelo".
- 2° Gala, 14 de marzo de 2010: Elías Carías y Claudia Campos por su interpretcaión de "Perdóname".
- 3° Gala, 21 de marzo de 2010: José Canjura y Melissa Jaime por su salsa "Vivir lo nuestro".
- 4° Gala, 28 de marzo de 2010: Yolanda de León y Fernando Manzanares, por su clásico reversionado "El triste".
- 5° Gala, 4 de abril de 2010: Michelle Umaña y Mauricio Anaya, por su interpretación del bolero "Perfume de gardenias".
- 6° Gala, 11 de abril de 2010: Yolanda de León y Fernando Manzanares, y su buena interpretación de "Nunca voy a olvidarte" en su versión de Regional Mexicana.
- 7° Gala, 18 de abril de 2010: Kennya Padrón y Dennis Soriano, por su buena ejecución en el Homenaje a Menudo.
- 8° Gala, 25 de abril de 2010: Yolanda de León y Fernando Manzanares, por su interpretación de "Vale más un buen amor" en el género Ranchero.
- 9° Gala, 2 de mayo de 2010: José Canjura y Melissa Jaime, y su interpretación de Elektro pop.
- 10° Gala, 9 de mayo de 2010: Kennya Padrón y Dennis Soriano, por su magistral interpretación de "Dueño de Nada".
- 11° Gala, 16 de mayo de 2010 SEMI-FINAL: José Canjura y Melissa Jaime por su interpretación en el género Clásicos del Pop rock Nacional.
- 12° Gala, 23 de mayo de 2010 SEMI-FINAL: José Canjura y Melissa Jaime y la canción "Desde cuando".

### Retos
| Gala                          | Participante 1                     | Profesión                  | Participante 2                   | Profesión                                    | Ganador                          |
| ----------------------------- | ---------------------------------- | -------------------------- | -------------------------------- | -------------------------------------------- | -------------------------------- |
| 7º Gala (18 de abril de 2010) | Lucía Sandoval                     | Cantante y Maestra de CPS2 | Claudia Acosta                   | Cantante y Jurado                            | Lucía Sandoval                   |
| 9º Gala (2 de mayo de 2010)   | Frank Rodríguez y Rosy Quintanilla | Cantantes rancheros        | Víctor Enmanuelle y Karla Cubías | 2° lugar, Cantando por un sueño 1° temporada | Víctor Enmanuelle y Karla Cubías |